# 354-es főút (Magyarország)
A 354-es számú főút nagyjából 15 kilométernyi hosszú magyarországi főút, mely a jelenlegi állapota szerint Debrecen egyik északi csomópontjától Hajdúhadházig vezet. A 4-es számú főúthoz kapcsolódó, Debrecent elkerülő úthálózat egyik szakasza.

## Érdekességek
Jelenleg 2×2 sávon van közlekedés 5 km hosszan az M35-ös autópálya és a 35-ös főút között, majd 12 km hosszan 2×1 sávon a 35-ös főút és a 4-es számú főút között. Úttípusa három számjegye ellenére is elsőrendű főút.